# Amateur Night in London
Amateur Night in London è un cortometraggio del 1930 diretto da Monty Banks.

## Produzione
Il film è stato girato nell'Hertfordshire, nei British International Pictures Studios di Borehamwood, prodotto dalla Gordon Bostock Productions.

## Distribuzione
Distribuito nel Regno Unito dalla Producers Distributing Corporation (PDC), negli USA dalla Pathé Exchange. Uscì in sala (negli Stati Uniti) il 25 aprile 1925.

### Date di uscita
IMDb
- USA	25 aprile 1925	 (edited version)
- UK	   febbraio 1930

Alias
- Trying Them Out	USA